# 中国电影导演协会年度表彰评选
中国电影导演协会年度表彰评选，中国电影导演协会设立的电影专业表彰项目，前身为中国电影导演协会年度奖，于中国电影100周年华诞2005年首次举办。因其由中国电影导演集体评选，具業界專業性。

## 沿革
2005年1月8日晚，首届（2004年度）中国电影导演协会年度奖在北京国际会议中心开幕。
2006年并没有接着举办第二届年度奖，其原因是2005年出台的《全国性文艺新闻出版评奖管理办法》对于电影奖项的重新规范，中国电影导演协会会长黄建新表示“会重新对这个电影奖项进行申报，把导演协会奖做到最好”。
2011年1月，第二届（2010年度）中国电影导演协会年度奖在海南三亚举行，更名为中国电影导演协会年度表彰评选，于2005年停办后首次恢复，但不再称“奖”。
2012年1月8日，2011年度电影表彰大会启动仪式暨2012迎新年会在北京举行。3月21日为提名晚宴，4月8日进行表彰典礼。
2013年4月12日，第四届中国电影导演协会2012年度表彰大会在北京举行。
2014年4月9日，第五届中国电影导演协会2013年度表彰大会在北京举行。年度影片和年度导演两项表彰空缺，导演冯小刚澄解释“曾经电影导演为了挽救濒临灭亡的中国电影而抛弃理想拍摄商业片，现在大家要去追寻自己的电影理想了”。
2018年改称第九届中国电影导演协会2017年度奖。
2024年6月1日，中国电影导演协会2020/2021/2022年度表彰大会在山东烟台举行。

### 競爭和打壓
由於官方為了保護其他頒獎禮的壟斷地位，电影导演协会年度奖長期受打壓，2013年4月導演謝飛發長微博公開了內情。官方指为防止电影评奖、办节‘过多、过滥’，要减少或禁止电影界的各项评奖活动；只允许“华表奖”、“金鸡百花奖”等两三个电影评奖的存在。同时，中国只许办上海国际电影节和长春电影节。于是在颁奖的时候就出现了许多荒唐场面，谢飞在长微博中这样描绘到：2011、12、13年协会的三次颁奖会上，导演奖必须说成“被表彰导演”，获奖感言必须说成“被表彰感言”，奖杯必须说成“被表彰证明物体”。

## 评选规则
2011年起
评委会表彰：分三个阶段，在初选阶段表彰大会将采取奥斯卡模式，由初评委员会主席和他带领的评委从报名的影片中筛选出不超过30部优秀作品，即入围名单。接下来由导演协会的所有会员投票为每个项目提名5部电影或个人，即提名名单。最后表彰大会将以戛纳模式由评委员会主席和他带领评委投票，确定荣誉的归属。评委会表彰颁发年度导演、年度影片、年度男演员、年度女演员、年度青年导演、年都编剧，及评委会特别表彰等奖项。
执委会表彰：由协会执行委员会推荐产生，颁发杰出贡献导演、年度港台导演等奖项。

## 历届评委会主席
| 届次、年度                        | 评委会主席   | 评委会主席   |
| 第一届 2004年度                   | 陈凯歌       | 陈凯歌       |
| 第二届 2010年度                   | 何平         | 何平         |
| -                                 | 初评委会主席 | 终评委会主席 |
| 第三届 2011年度                   | 郑洞天       | 田壮壮       |
| 第四届 2012年度                   | 贾樟柯       | 黄建新       |
| 第五届 2013年度                   | 王小帅       | 冯小刚       |
| 第六届 2014年度                   | 徐峥         | 陈凯歌       |
| 第七届 2015年度                   | 张一白       | 韩三平       |
| 第八届 2016年度                   | 管虎         | 贾樟柯       |
| 第九届 2017年度                   | 陆川         | 张艺谋       |
| 第十届 2018年度                   | 王红卫       | 尹力         |
| 第十一届 2019年度                 | 张杨         | 冯小刚       |
| 第十二至十四届 2020/2021/2022年度 | 高群书       | 曹保平       |
| 第十五届 2023年度                 |              | 韩三平       |

## 历年获奖暨表彰名单

### 评委会表彰
| 年度 | 导演                   | 影片             | 男演员                   | 女演员                   | 青年导演                         | 编剧                         | 特别表彰                                    |
| ---- | ---------------------- | ---------------- | ------------------------ | ------------------------ | -------------------------------- | ---------------------------- | ------------------------------------------- |
| 2023 | 曹保平《涉过愤怒的海》 | 《封神第一部》   | 杨皓宇《宇宙探索编辑部》 | 周迅《涉过愤怒的海》     | 孔大山 《宇宙探索编辑部》        | 红泥小火炉《长安三万里》     | 《一个和四个》                              |
| 2022 | 空缺                   | 《万里归途》     | 朱一龙《人生大事》       | 吴彦姝、奚美娟《妈妈!》  | 李亘《如果有一天我将会离开你》   | 刘兵/耿军《东北虎》          | 《漫长的告白》《独行月球》                  |
| 2021 | 路阳《刺杀小说家》     | 《你好，李焕英》 | 陈建斌《第十一回》       | 周迅《第十一回》         | 邵艺辉《爱情神话》               | 邵艺辉《爱情神话》           | 《雄狮少年》                                |
| 2020 | 万玛才旦《气·球》      | 《八佰》         | 金巴《气·球》            | 巩俐《夺冠》             | 顾晓刚《春江水暖》               | 张冀《夺冠》                 | 空缺                                        |
| 2019 | 王小帅《地久天长》     | 《流浪地球》     | 王景春《地久天长》       | 周冬雨《少年的你》       | 霍猛《过昭关》                   | 刁亦男《南方车站的聚会》     | 《哪吒之魔童降世》 《我和我的祖国》         |
| 2018 | 贾樟柯《江湖儿女》     | 《我不是药神     | 王传君《我不是药神》     | 马伊琍《找到你》         | 文牧野《我不是药神》             | 扎西达娃、松太加《阿拉姜色》 | 《大世界》                                  |
| 2017 | 文晏《嘉年华》         | 《芳华》         | 涂们《老兽》             | 周冬雨《喜欢·你》        | 周子阳《老兽》                   | 游晓颖、张艾嘉《相爱相亲》   | 郑大圣《村戏》                              |
| 2016 | 程耳《罗曼蒂克消亡史》 | 《我不是潘金莲》 | 张译《追凶者也》         | 范冰冰《我不是潘金莲》   | 张大磊《八月》                   | 刘震云《我不是潘金莲》       | 王学博《清水里的刀子》 王一淳《黑处有什么》 |
| 2015 | 管虎《老炮儿》         | 《老炮儿》       | 冯小刚《老炮儿》         | 白百何《滚蛋吧！肿瘤君》 | 毕赣《路边野餐》                 | 阿城《刺客聂隐娘》           | 张杨《冈仁波齐》                            |
| 2014 | 娄烨《推拿》           | 《白日焰火》     | 廖凡《白日焰火》         | 巩俐《归来》             | 忻钰坤《心迷宫》                 | 刁亦男《白日焰火》           | 《亲爱的》                                  |
| 2013 | 空缺                   | 空缺             | 徐峥《无人区》           | 汤唯《北京遇上西雅图》   | 李睿珺《告诉他们，我乘白鹤去了》 | 薛晓路《北京遇上西雅图》     | 崔健《蓝色骨头》                            |
| 2012 | 冯小刚《一九四二》     | 《一九四二》     | 黄渤《杀生》             | 颜丙燕《万箭穿心》       | 宋方《记忆望着我》               | 陈凯歌、唐大年《搜索》       | 徐峥《人在囧途之泰囧》                      |
| 2011 | 姜文《让子弹飞》       | 《让子弹飞》     | 葛优《让子弹飞》         | 章子怡《最爱》           | 杜家毅《转山》                   | 张猛《钢的琴》               |                                             |
| 2010 | 王小帅《日照重庆》     | 《唐山大地震》   | 王学圻《日照重庆》       | 徐帆《唐山大地震》       | 徐静蕾《杜拉拉升职记》           | 薛晓路《海洋天堂》           |                                             |
| 2004 | 田壮壮《茶马古道》     |                  | 李雪健《云的南方》       | 周迅《恋爱中的宝贝》     | 陆川《可可西里》                 |                              |                                             |

### 执委会表彰
| 年度 | 杰出贡献导演 | 港台导演               | 终身成就奖 |
| ---- | ------------ | ---------------------- | ---------- |
| 2023 | 张艺谋       | 翁子光《风再起时》     |            |
| 2022 | 张艺谋       | 徐克《长津湖之水门桥》 |            |
| 2021 | 张艺谋       | 陈正道《盛夏未来》     |            |
| 2020 | 张艺谋       | 陈可辛《夺冠》         |            |
| 2019 | 李少红       | 曾国祥《少年的你》     |            |
| 2018 | 黄建新       | 庄文强《无双》         |            |
| 2017 | 韩三平       | 张艾嘉《相爱相亲》     |            |
| 2016 | 严寄洲       | 曾国祥《七月与安生》   |            |
| 2015 | 黄蜀芹       | 侯孝贤《刺客聂隐娘》   |            |
| 2014 | 郑洞天       | 许鞍华《黄金时代》     |            |
| 2013 | 滕文骥       | 陈可辛《中国合伙人》   |            |
| 2012 | 谢飞         | 魏德圣《赛德克·巴莱》  |            |
| 2011 |              | 杜琪峰《夺命金》       | 吴贻弓     |
| 2010 |              | 林超贤《线人》         | 谢铁骊     |
| 2004 |              |                        | 吴天明     |